# S&S Winkels
S&S Winkels BV was een consortium van de Sligro Food Group en de Sperwer Groep. Die riepen de besloten vennootschap in het leven om gezamenlijk de Edah activiteiten van het noodlijdende Laurus-concern over te nemen, te verdelen en te verhandelen. Na voltooiing van deze operatie hield het bedrijf op te bestaan. 
Op 29 mei 2006 kocht S&S Winkels bijna het volledige Edah concern, inclusief de daarbij behorende winkels. Van de supermarkten die onder beheer van Sligro kwamen werden 38 omgedoopt tot  EMTÉ en 22 tot Golff supermarkt. De meerderheid van de winkels die aan Sperwer zijn verkocht gingen PLUS heten.
Alle Edah's werden omgebouwd of doorverkocht. Een filiaal in Sint-Oedenrode was het eerste dat werd omgebouwd tot EMTÉ, en een filiaal in Landgraaf tot PLUS. Een aantal filialen ging naar Coop. In Limburg kwamen sommige Edah's in het bezit van Jan Linders. Zeventien vestigingen zijn doorverkocht aan Lidl. Verder nam Aldi drie winkels over en gingen er panden naar Jumbo, C1000, Action, Deen, Nettorama, MCD, Super de Boer, Kruidvat, Poiesz en Hoogvliet.
Het hoofdkantoor van Edah in Helmond ging op 6 september 2007 dicht, evenals het distributiecentrum in Someren. Voor zesentwintig Edah-vestigingen kon in het sluitingsjaar nog geen nieuwe eigenaar worden gevonden, die kwamen voorlopig leeg te staan.